# Hymna Madridského společenství
Hymna Madridského společenství, jednoho ze španělských autonomních společenství, je píseň Himno de la Comunidad de Madrid (česky Hymna Madridského společenství).

## Text
Yo estaba en el medio:
Giraban las otras en corro,
Y yo era el centro.
Ya el corro se rompe,
Ya se hacen Estado los pueblos,
Y aquí de vacío girando
Sola me quedo.
Cada cual quiere ser cada una:
No voy a ser menos:
¡Madrid, uno, libre, redondo,
Autónomo, entero!
Mire el sujeto
Las vueltas que da el mundo
Para estarse quieto.
Yo tengo mi cuerpo:
Un triángulo roto en el mapa
Por ley o decreto
Entre Ávila y Guadalajara,
Segovia y Toledo:
Provincia de toda provincia,
Flor del desierto.
Somosierra me guarda del Norte y
Guadarrama con Gredos;
Jarama y Henares al Tajo
Se llevan el resto.
Y a costa de esto,
Yo soy el Ente Autónomo último,
El puro y sincero.
Viva mi dueño,
Que, sólo por ser algo,
Soy madrileño!
Y en medio del medio,
Capital de la esencia y potencia,
Garajes, museos,
Estadios, semáforos, bancos,
Y vivan los muertos:
¡Madrid, Metrópoli, ideal
Del Dios del Progreso!
Lo que pasa por ahí, todo pasa
En mí, y por eso
Funcionarios en mí y proletarios
Y números, almas y masas
Caen por su peso;
Y yo soy todos y nadie,
Político ensueño.
Y ése es mi anhelo,
Que por algo se dice:
De Madrid, al cielo.